# National Basketball League (Austràlia)
La National Basketball League és la màxima competició australiana de basquetbol.
La NBL començà el 1979, disputant-se d'abril a setembre. L'any 1998 la competició canvià de dates passant al període octubre-abril. D'aquesta manera s'evitava coincidir amb les competicions de futbol. Actualment la competició és disputada per equips australians, més un de Nova Zelanda.

## Equips actuals
| Club                 | Fundació | Ciutat                           | Pavelló                       |
| -------------------- | -------- | -------------------------------- | ----------------------------- |
| Adelaide 36ers       | 1983     | Adelaida, Austràlia Meridional   | Adelaide Entertainment Centre |
| Brisbane Bullets     | 1979     | Brisbane, Queensland             | Nissan Arena                  |
| Cairns Taipans       | 1999     | Cairns, Queensland               | Cairns Convention Centre      |
| Illawarra Hawks      | 1979     | Wollongong, Nova Gal·les del Sud | WIN Entertainment Centre      |
| Melbourne United     | 1984     | Melbourne, Victoria              | John Cain Arena               |
| New Zealand Breakers | 2003     | Auckland, Nova Zelanda           | Spark Arena                   |
| Perth Wildcats       | 1982     | Perth, Austràlia Occidental      | RAC Arena                     |
| SE Melbourne Phoenix | 2018     | Melbourne, Victòria              | John Cain Arena               |
| Sydney Kings         | 1988     | Sydney, Nova Gal·les del Sud     | Qudos Bank Arena              |
| Tasmania JackJumpers | 2020     | Hobart, Tasmània                 | MyState Bank Arena            |

## Historial
- 1979: St. Kilda Saints
- 1980: St. Kilda Saints
- 1981: Launceston Casino City
- 1982: West Adelaide Bearcats
- 1983: Canberra Cannons
- 1984: Canberra Cannons
- 1985: Brisbane Bullets
- 1986: Adelaide 36ers
- 1987: Brisbane Bullets
- 1988: Canberra Cannons
- 1989: North Melbourne Giants
- 1990: Perth Wildcats
- 1991: Perth Wildcats
- 1992: South East Melbourne Magic
- 1993: Melbourne Tigers
- 1994: North Melbourne Giants
- 1995: Perth Wildcats
- 1996: South East Melbourne Magic
- 1997: Melbourne Tigers
- 1998: Adelaide 36ers
- 1999: Adelaide 36ers
- 2000: Perth Wildcats
- 2001: Wollongong Hawks
- 2002: Adelaide 36ers
- 2003: Sydney Kings
- 2004: Sydney Kings
- 2005: Sydney Kings
- 2006: Melbourne Tigers
- 2007: Brisbane Bullets